# LiveCode
LiveCode Ltd.（旧名 Runtime Revolution Ltd.） はスコットランドのエディンバラにあるパーソナルコンピュータ向けソフトハウスである。1997年創立。統合開発環境 「LiveCode（旧名Revolution）」シリーズで知られる。「LiveCode」シリーズは、クロスプラットフォームのデスクトップアプリケーション開発、iOS、Android等のスマートフォンの開発、CGI等のウェブページが作成できるサーバーでの開発、並びにLiveCodeアプリをHTML5ウェブアプリに変換する機能（2017年開発途中）がある。LiveCode（旧名revTalk）は、通常の英語のようなプログラミング言語HyperTalkに類似した、「LiveCode」シリーズで使用されるスクリプト言語の名称でもある。

## 概要
LiveCodeのデスクトップアプリケーション開発環境は、MetaCardを基盤にしたHyperCard類似のオーサリングツール/プログラミング環境で、HyperCard同様に一枚一枚の「カード」に様々な表示やコントロールを埋め込み、そのようなカードを集めた「スタック」によってアプリケーションを構成する。表示機能、コントロール、スクリプト言語とも、macOS に代表される現代的な環境に合わせて大幅な拡張をしている。Windows、macOS、Linux（Raspberry Piを含む）用がある（Unix版は現在配布されていない）。Windows 95 〜 Windows 8、macOSでは、Universal Binary、Power PC、インテル のデスクトップアプリケーション及び  iOS（iPhone, iPad）、Androidのスマートフォン開発が可能である。
またダイナミックWebスクリプト言語に拡張された「LiveCode（旧名revTalk）」が使用できるウェブサーバー開発環境は、LiveCode社のホスティングサービス「On-Rev」と、LinuxとmacOS Darwinサーバーにインストールできる無料の「LiveCode Community Server」がある。LiveCode Community Serverは、Windows、Mac OS、Linux 32、Linux64、Raspberry Piが配布されている。
2013年4月、LiveCodeコミュニティ・オープンソース無料版が、クラウドファンディングのKickstarterで資金調達が目標に達し、GNU_GPLv3ライセンスの下にリリースが開始された。完成アプリの配布も自由であり、有料版とはオープンソースと言うだけで機能上の違いはない。
2014年、ユニコード（日本語）がオブジェクト名、ファイル・パス、スクリプト内で扱えるLiveCode 7、及びRaspberry Pi用がリリースされた。
2017年、LiveCodeスクリプトで、HTML5ウェブ・アプリ開発ができる追加機能がベータ版としてリリースされた（2020年現在正式版である）。

## 製品
- LiveCode 9.6（2020年6月最新版）
- LiveCode 8.1.6（2017年最新版ステイブル）
  - 無料 LiveCode コミュニティ（デスクトップ・アプリ作成 オープンソース）Win | Mac | Linux 32 | Linux 64 | RPi
  - 有料 LiveCode コミュニティプラス、インディ、ビジネス（デスクトップ・アプリ作成+スマートフォン開発）
  - 有料 Webアプリ開発追加機能
- LiveCode 6.0 以降の製品ダウンロードが可能

## 日本語
LiveCode 7 以降、以下の日本語の問題はなくなった。
LiveCode 6 以前の日本語の問題点
1. ファイル名、ファイルパスの日本語使用ができない。
2. スクリプト中で直接日本語の使用ができない。またコメントが日本語で書けない。
3. Linux版では、日本語表示ができない。